# Перетинання (фільм, 2001)
«Перетинання» (фр. La Traversée) — французький документальний фільм 2001 року, знятий режисером Себастьєном Ліфшицем. Фільм було представлено в програмі Двотижневик режисерів на 54-му Каннському міжнародному кінофестивалі 2001 року.

## Опис
Стефан Буке, молодий француз-гей народився у 1967 році і був вихований матір'ю-одиначкою, чий наречений був у той час одним з двадцяти шести тисяч американських солдатів НАТО, дислокованих у Франції. У тому ж році вони були виведені за наполяганням генерала де Голля, а солдат, можливо, так і не дізнався, що жінка була від нього вагітною. Коли вона, через роки, вирішила зв'язатися з ним, її лист повернувся назад. Стефан вирішив перетнути океан, щоб знайти свого батька, про якого йому було невідомо нічого, окрім імені: ні де він живе, і чи взагалі він ще живий. Це була ідея його друга режисера Себатьєна Ліфшица, який протягом чотирьох тижнів супроводжував і знімав Стефана у пошуках його батька.

## У ролях
| Стефан Буке | ···· | грає сам себе |